# David Quinlan
Pour les articles homonymes, voir Quinlan.
Pas d'image ? Cliquez ici

a Compétitions nationales et continentales officielles uniquement.

b Matchs officiels uniquement.
Dernière mise à jour le 11 novembre 2021.
David Quinlan, né le 4 janvier 1978 à Dublin, est un joueur de rugby à XV irlandais. Il mesure 1.94 m pour 103 kg et il évolue au poste de trois quart centre. 
Il a commencé sa carrière au Leinster après avoir fini ses études à l'University College of Dublin et à l'Université de Cambridge. Quinlan a aussi porté le maillot de l'équipe nationale d'Irlande.

## Carrière

### En club et Province
| Saison    | Club               | Pays       |
| 2001-2005 | Leinster           | Irlande    |
| 2005-2007 | Northampton Saints | Angleterre |

### En Équipe nationale
- Sélections : 2

Deux uniques sélections les 12 et 19 juin 2005 face au Japon

## Palmarès

### En club
- Celtic League : 2002